# Obing
Obing là một đô thị trong huyện Traunstein bang Bayern, Đức.